# Український державний науково-дослідний і проектний інститут азотної промисловості і продуктів органічного синтезу
Державне підприємство «Український державний науково-дослідний і проектний інститут азотної промисловості і продуктів органічного синтезу» (УкрДІАП) — український науково-дослідний інститут, що здійснює реконструкцію і модернізацію діючих та проєктування нових підприємств хімічної промисловості.

## Історія
Заснований у 1952 році як комплексний відділ на базі Дніпродзержинського азотнотукового заводу. У 1956 році відділ перетворився на філію Московського державного інституту азотної промисловості (ДІАП).
Першим директором Дніпродзержинського філіалу Московського ДІАП (1959) був Святухін Василь Володимирович — керівник проєкту виробництва штучних корундів. В Інституті працювали видатні науковці: Крічмар С. Й., Пінскер О. Є. За створення серійного агрегату УКЛ-7 групу співробітників УкрДІАП було відзначено Державною премією СРСР.
З 1991 року — Український державний науково-дослідний і проектний інститут азотної промисловості і продуктів органічного синтезу Державного комітету промислової політики України. З 1975 року беззмінним керівником інституту є Барабаш Іван Іванович.

## Напрямки діяльності
Інститут займається дослідженнями та розробками в галузі природних і технічних наук, проєктуванням нових та модернізацією існуючих виробництв від наукової ідеї до введення промислової установки в експлуатацію.
Галузі діяльності по КВЕД: дослідження і розробки в галузі природничих і технічних наук, технічні випробування та дослідження, діяльність у сфері інжинірингу і будівництва.
Основні напрямки досліджень та розробок:
- виробництво неконцентрованої та концентрованої азотної кислоти, гідроксиламінсульфату, аміачної селітри, карбаміду, інших мінеральних добрив;
- технології комплексної переробки природного та коксового газів;
- виробництва органічного синтезу тощо.

Інститут також займається розробкою енергозберігаючих схем виробництва азотної кислоти з газотурбінним і паровим приводами (агрегат нового покоління), реконструкцією й модернізацією виробництв гідроксиламінсульфату (ГАС), створенням устаткування нового покоління для виробництва мінеральних добрив, розробленням інструментальних засобів аналізу для виробництв хімічного комплексу, високоінтенсивних безвідходних технологій виробництва ГАС під підвищеним тиском, вітчизняного виробництва бензолу високої чистоти з коксового газу, технології виробництва мінеральних добрив пролонгової дії тощо.
За проєктами Інституту в Україні та за кордоном збудовано понад 100 агрегатів, з них 31 — в Україні.

## Підприємства-партнери
- ВАТ «ДніпроАЗОТ», ВАТ «РівнеАЗОТ», ВАТ «Черкаський азот», ДП «Екоантилід».

## Країни-партнери
Росія, Литва, Німеччина, Франція, Польща та ін.